# Ludwik Wilga
Ludwik Wilga herbu Bończa (zm. 1797) – wojewoda czernihowski 1783–1786, ostatni starosta grabowiecki w latach 1757-1796, rotmistrz kawalerii narodowej.
Poseł na sejm 1762 roku z województwa bełskiego. W 1764 roku podpisał elekcję Stanisława Augusta Poniatowskiego z województwa bełskiego.  Był członkiem konfederacji Sejmu Czteroletniego. Poseł na sejm 1766 roku z województwa bełskiego.
W 1783 odznaczony Orderem Orła Białego, w 1778 odznaczony Orderem Świętego Stanisława.
Jego żoną była Marianna Potocka h. Pilawa Złota, córka starosty lwowskiego Joachima Potockiego i Ewy z Kaniewskich.